# Helena Kowalczykowa

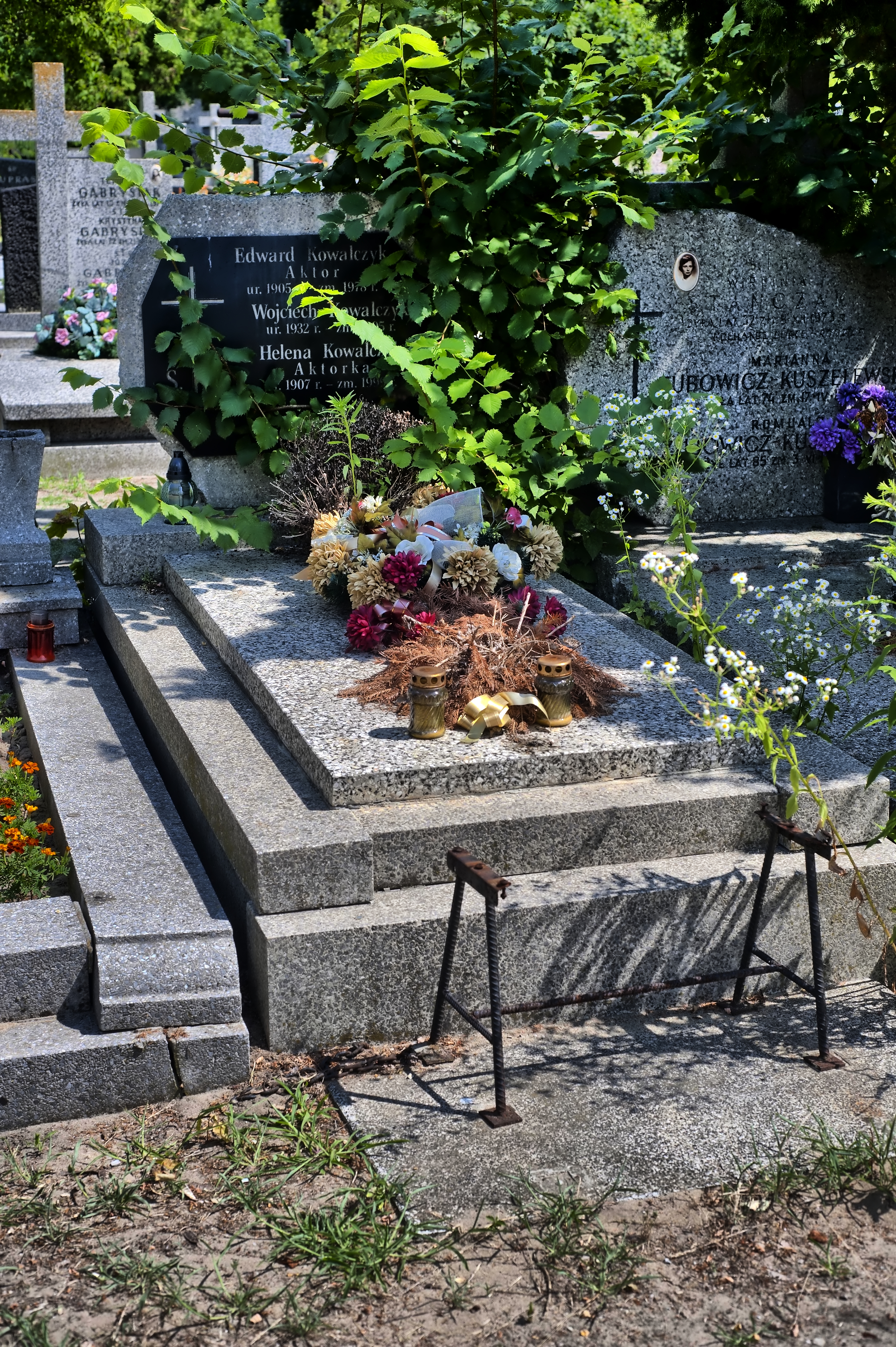
Grób Heleny Kowalczykowej warszawskim cmentarzu Bródnowskim

Helena Kowalczykowa (ur. 25 lutego 1907 w Kosowie Podlaskim, zm. 7 sierpnia 1999 w Warszawie) – polska aktorka teatralna i filmowa.

## Życiorys
Absolwentka kursu dramatycznego w Moskwie. Przed wojną występowała w Wołyńskim Teatrze Objazdowym.
Całą swoją powojenną drogę zawodową związała z Teatrem Współczesnym w Warszawie. W swoim dorobku filmowym miała przeszło osiemdziesiąt ról, a najbardziej znaną była rola Lermaszewskiej – matki Henia, w serialu Dom.
Była żoną aktora Edwarda Kowalczyka, oboje są pochowani na cmentarzu Bródnowskim w Warszawie (kwatera 83D-6-32).

## Filmografia
- Poślizg (1972) – Paraciowa, sąsiadka Marka
- Czterdziestolatek (1974) – matka Władeczka (odc. 2)
- Noce i dnie (1975) – chłopka w Serbinowie
- Opadły liście z drzew (1975) – kobieta w piwnicy
- Personel (1975) – ciotka Romka
- Daleko od szosy (1976) – kobieta mająca wynająć pokój Ani i Leszkowi (odc. 6)
- Akcja pod Arsenałem (1977) – więźniarka uwolniona w czasie akcji
- Noce i dnie (1977) – chłopka w Serbinowie (odc. 7, 10)
- Cham (1979) – Marcela
- Niewdzięczność (1979) – pacjentka Marianna
- Przyjaciele (1979) – (odc. 2)
- Błękitna strzała (1980) – babcia
- Ciosy (1980) – kobieta na przyjęciu u Franciszka
- Constans (1980) – gospodyni Witolda
- Ćma (1980) – staruszka podglądana przez Jana ze studia
- Dom (1980) – Lermaszewska, matka Henia (odc. 1–7)
- Droga (1980) – chłopka
- Grzechy dzieciństwa (1980) – Salusia, służąca hrabiny
- Laureat (1980) – Stefania, gosposia w domu profesora
- Punkt widzenia (1980) – służąca profesorostwa Szczepkowskich (odc. 5)
- Wizja lokalna 1901 (1980) – sprzątaczka Gadzińska
- Człowiek z żelaza (1981) – kasjerka
- Fik - mik (1981) – baba
- Filip z konopi (1981) – żona dozorcy
- Najdłuższa wojna nowoczesnej Europy (1981) – dozorczyni w kamienicy Frankowskich (odc. 7)
- Ślepy bokser (1981) – Pietrończykowa
- Punkt widzenia – służąca Szczepkowskich (odc. 5)
- Popielec (1982) – Fornalka Rzepiskowa, gospodyni u Dobrowolskich (odc. 1, 3 i 7)
- 07 zgłoś się dwie role:
  - (1981) – sąsiadka Jagodzińskich (odc. 12)
  - (1984) – mieszkanka Zalesia przy budce telefonicznej (odc. 18)
- Alternatywy 4 (1983) – gość na weselu (odc. 8)
- Pan na Żuławach (1984) – teściowa Mikuły (odc. 3)
- Siedem życzeń (1984) – pani Wypychowa, szatniarka w szkole (odc. 2, 7)
- Dziewczęta z Nowolipek (1985) – Prymasiakowa, stróżowa w kamienicy Raczyńskich
- Och, Karol (1985) – pani Helena, sprzątaczka
- Jezioro Bodeńskie (1985) – internowana
- Tulipan (1986) – Róża, służąca pani Niny (odc. 4)
- Zmiennicy – Grzelczakowa, sprzątaczka w areszcie (odc. 7)
- Dorastanie (1987) – Kazia, kucharka w stołówce przyzakładowej
- Rzeka kłamstwa (1987) – kucharka w domu Róży
- Ballada o Januszku (1987) – sprzątaczka w sądzie (odc. 3)
- Komediantka (1987) – niania dzieci Cabińskich
- Crimen (1988) – Majbutnia (odc. 4, 6)
- Mistrz i Małgorzata (1988) – kobieta na klatce schodowej (odc. 3)
- Warszawskie gołębie (1988) – Marciniakowa
- Zakole (1988) – Leokadia Stokowska
- Galimatias, czyli kogel-mogel II (1989) – głucha kobieta
- Pogranicze w ogniu (1991) – służąca matki Osnowskiego (odc. 19)
- Zespół adwokacki (1994) – Stanisława Chmielnik, dawna niania Krzysztofa (odc. 9)
- Zabij mnie glino – kobieta na wsi

## Ordery i odznaczenia
- Srebrny Krzyż Zasługi
- Medal 10-lecia Polski Ludowej (19 stycznia 1955)[2]

## Nagrody
- Nagroda na IV Festiwalu Polskiej Twórczości Telewizyjnej w Olsztynie za role drugoplanowe w filmach Niewdzięczność i Cham (1980)